# Improcessie
Improcessie is een Vlaams improvisatiegezelschap uit Gent. Het werd opgericht in 2005 door Paul Ooghe en Geert Willems, die zijn televisiedebuut maakte bij het improvisatieprogramma Onvoorziene Omstandigheden.
Sinds de oprichting is Improcessie onder de vleugels van de vzw Deezillusie gegroeid tot een vaste waarde tijdens de Gentse Feesten. Improcessie heeft vaste speelplaatsen in café Het Spijker, de Chapter One en Theater Box. De groep treedt op zowel volgens het format van Keith Johnstone als volgens longforms.  
In 2014 en 2016 bestaat het gezelschap uit onder meer Jan-Bart De Muelenaere (vaste  MC), Domien Desmyter, Pieter François, Katrijn Govaert, Victor Hugaert, Kris Nelis, Paul Ooghe, Erlend Timmermans, Anton Vandaele, Ramses Vandenberghe, Domien Vloeberghs (winnaar vijfde Vlaamse Improcup), Geert Willems en Steve De Spiegeleire (t/m 2015).
In 2018 bestaat het gezelschap uit onder meer Daan Corneillie, Jan-Bart De Muelenaere (vaste  MC), Domien Desmyter, Jens Deweirt, Pieter François, Katrijn Govaert, Victor Hugaert, Francis Isenbaert, Kris Nelis, Paul Ooghe, Erlend Timmermans, Anton Vandaele, Charlotte Vandegehuchte, Ramses Vandenberghe, Domien Vloeberghs (winnaar vijfde Vlaamse Improcup) en Geert Willems.